# Nissenhytte
Nissenhytte er betegnelsen på en præfabrikeret hytte, som den amerikanske ingeniør Peter Norman Nissen konstruerede til den britiske hær under 1. Verdenskrig. Hytten består af et halvrundt stålskelet, der er beklædt med bølgeblik.
Hytten og varianter af den blev brugt i stor stil under 2. verdenskrig af Storbritannien, Commonwealthlandene og USA ved etablering af militærlejre og flybaser.
Hytten blev fremstillet i tre bredder – 16, 24 og 30 fod (4,88 m, 7,32 m, 9,15 m), og længden kunne varieres i sektioner på 6 fod (1,83 m). De anvendte bølgeblikplader kan oplagres effektivt da de kan stables. Nissenhytter kan modstå jordskælv, da de ikke har retvinklede bøjninger mellem vægge, loft og bund samt på grund af deres runde form.

## Hytternes historie
I løbet af 1. Verdenskrig opstod der behov for præfabrikerede hytter til alle mulige formål. De skulle være lette at transportere og opsætte. I april 1916 begyndte major Peter Norman Nissen at eksperimentere med udformning af hytter. Nissen, som var en midaldrende mineingeniør og opfinder, lavede tre prototyper af halvrunde hytter. Nissens konstruktion blev udsat for en grundig inspektion af hans officerskolleger, oberstløjtnanterne Shelly, Sewell og McDonald samt general Clive Gerard Liddell, som hjalp Nissen med at udvikle designet. Efter at den tredje prototype var blevet lavet, blev designet lagt fast og Nissenhytten blev sat i produktion i august 1916. Der blev bygget mindst 100.000 under 1. Verdenskrig (McCosh 1997:82-108).
Nissen tog patent på sin opfindelse i Storbritannien i 1916, og der blev taget patent i USA, Canada, Sydafrika og Australien. Nissen modtog royalties fra den britiske stat, ikke for hytter fremstillet under krigen, men kun for de som blev solgt efter krigen. Nissen modtog omkring £13.000 foruden en DSO.
To faktorer havde indflydelse på udformningen af hytten. For det første skulle den være billig i materialeforbrug, især i betragtning af materialeknapheden under krigen. For det andet skulle den være let at flytte. Det var især af betydning på grund af knapheden på skibskapacitet. Dette førte til en simpel form, der var præfabrikeret til at være let at sætte op og fjerne. Nissenhytten kunne læsses på en almindelig lastbil fra hæren og opstilles af seks mand på fire timer. Verdensrekorden for opstilling af en hytte var 1 time og 27 minutter. (McCosh 1997:108).
Produktionen af Nissenhytter faldt i mellemkrigsårene, men blev genoplivet i 1939. Nissen Buildings Ltd gav afkald på deres patentrettigheder ved krigstids produktionen. Der blev udviklet nye typer hytter af samme form. Mest kendte er Romneyhytten i Storbritannien og Quonsethytten i USA. Alle typerne blev fremstillet i tusindtal. Nissenhytten blev brugt til en lang række formål. Udover boliger blev de f.eks. brugt som kirker og granatlagre (se Francis 1996, Innes 1998, 2000, Pullar 1997).
Beretninger om livet i hytten var i reglen ikke positive. I Storbritannien var de for kolde og fyldt med træk, mens de i Mellemøsten, Asien og Stillehavet blev oplevet som indelukkede og fugtige.
Selv om den præfabrikerede hytte var lavet til at imødekommet behovet for boliger i krigstid, er der mange lignende situationer, hvor præfabrikerede boliger er nyttige – såsom byggelejre.
Efter 2. Verdenskrig blev hytterne anvendt i interneringslejre og fangelejre i Tyskland. På grund af det store antal flygtninge og udbombede byer blev hytterne brugt som nødboliger og kunne ses overalt i byernes udkanter. I nogle tilfælde boede der 2-3 familier i éen hytte, og på grund af de dårlige hygiejniske betingelser udbrød der ofte epidemier blandt beboerne. Nogle steder blev Nissenhytter anvendt til beboelse helt frem til midten af 1990'erne.
- Ammunitionslager i Nissenhytte dækket af jord. Darwin i Australien
- Det indre af en Nissenhytte
- Nissen hytte i Port Lincoln, South Australia, ved at blive omdannet til en kirke.

## Eksterne kilder
- Billede af USAAF Nissen Hut Arkiveret 2. februar 2007 hos  Wayback Machine
- Nissenhytte afbilledet på nissenhut.com Arkiveret 17. maj 2014 hos  Wayback Machine.